# Вільдштайг
Вільдштайг (нім. Wildsteig) — громада в Німеччині, розташована в землі Баварія. Підпорядковується адміністративному округу Верхня Баварія. Входить до складу району Вайльгайм-Шонгау. Складова частина об'єднання громад Штайнгаден.
Площа — 47,73 км2. Населення становить 1312 ос. (станом на 31 грудня 2020).

## Галерея

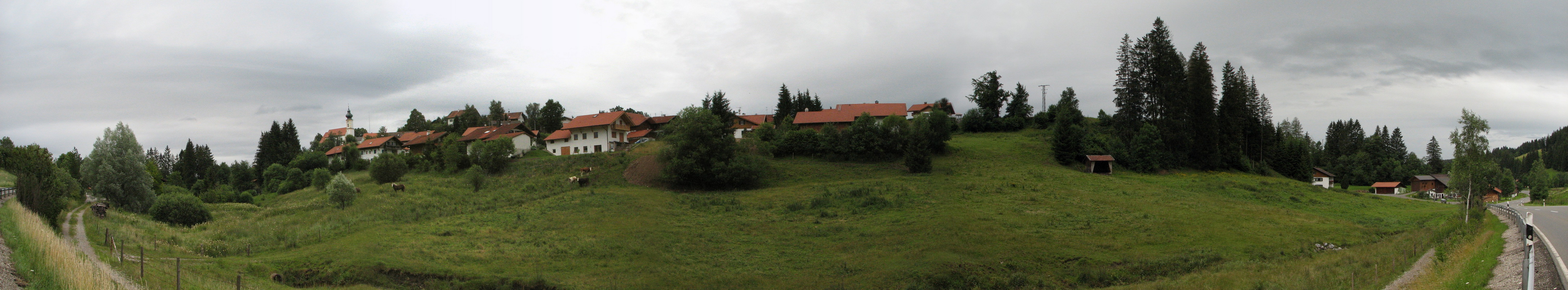